# Оленівська сільська рада (Чорноморський район)
Оле́нівська сільська́ ра́да — адміністративно-територіальна одиниця та орган місцевого самоврядування в Чорноморському районі Автономної Республіки Крим. Адміністративний центр — село Оленівка.

## Загальні відомості
- Населення ради: 2 353 особи (станом на 2001 рік)

## Населені пункти
Сільській раді підпорядковані населені пункти:
- с. Оленівка
- с. Калинівка
- с. Маяк

## Склад ради
Рада складається з 16 депутатів та голови.
- Голова ради: Філатов Роман Іванович
- Секретар ради: Шовкун Сергій Володимирович

### Керівний склад попередніх скликань
| Прізвище, ім'я, по батькові | Основні відомості                                                 | Дата обрання | Дата звільнення |
| --------------------------- | ----------------------------------------------------------------- | ------------ | --------------- |
| Щелок Юрій Анатолійович     | Сільський голова, 1961 року народження, безпартійний              | 26.03.2006   | 31.10.2010      |
| Філатов Роман Іванович      | Сільський голова, 1977 року народження, освіта вища, безпартійний | 31.10.2010   |                 |

Примітка: таблиця складена за даними сайту Верховної Ради України

### Депутати
За результатами місцевих виборів 2010 року депутатами ради стали:

#### За суб'єктами висування
| Суб'єкт висування                 | Кількість обраних депутатів | %    |
| --------------------------------- | --------------------------- | ---- |
| Самовисування                     | 7                           | 43,8 |
| Партія регіонів                   | 6                           | 37,5 |
| Політична партія «Руська Єдність» | 2                           | 12,5 |
| Комуністична партія України       | 1                           | 6,3  |

#### За округами
| № округу                          | Прізвище, ім'я, по батькові      | Дата визнання обраним | Освіта             | Партійна приналежність                          | Відомості про обраного депутата                       |
| --------------------------------- | -------------------------------- | --------------------- | ------------------ | ----------------------------------------------- | ----------------------------------------------------- |
| Комуністична партія України       |                                  |                       |                    |                                                 |                                                       |
| 13                                | Абрамкін Олександр Володимирович | 02.11.2010            | середня            | член Комуністичної партії України               | тимчасово не працює                                   |
| Партія регіонів                   |                                  |                       |                    |                                                 |                                                       |
| 6                                 | Ішутіна Ірина Вікторівна         | 02.11.2010            | середня            | член Партії регіонів                            | тимчасово не працює                                   |
| 10                                | Шовкун Сергій Володимирович      | 02.11.2010            | середня            | член Партії регіонів                            | Оленівська сільська рада, заступник голови            |
| 11                                | Баглаєв Віталій Валерійович      | 02.11.2010            | вища               | член Партії регіонів                            | приватний підприємець                                 |
| 12                                | Стецюра Тетяна Миколаївна        | 02.11.2010            | середня            | член Партії регіонів                            | пенсіонер                                             |
| 14                                | Боярських Олена Миколаївна       | 02.11.2010            | середня            | член Партії регіонів                            | пансіонат «Чорноморське», озеленювач                  |
| 16                                | Ткачук Тетяна Іванівна           | 24.03.2013            | середня спеціальна | член Партії регіонів                            | приватний підприємець                                 |
| Політична партія «Руська Єдність» |                                  |                       |                    |                                                 |                                                       |
| 2                                 | Рябов Володимир Володимирович    | 02.11.2010            | вища               | позапартійний                                   | приватний підприємець                                 |
| 4                                 | Метьолкіна Галина Борисівна      | 02.11.2010            | середня            | позапартійна                                    | Оленівска сільська рада, секретар                     |
| Самовисування                     |                                  |                       |                    |                                                 |                                                       |
| 1                                 | Сагатєлян Артур Сагателович      | 02.11.2010            | середня            | позапартійний                                   | приватний підприємець                                 |
| 3                                 | Гришко Анатолій Пилипович        | 02.11.2010            | середня            | член Прогресивної соціалістичної партії України | пенсіонер                                             |
| 5                                 | Самілик Юрій Миколайович         | 02.11.2010            | середня            | член Прогресивної соціалістичної партії України | ТОВ «Атлеш», директор                                 |
| 7                                 | Бойко Сергій Іванович            | 02.11.2010            | середня            | позапартійний                                   | тимчасово не працює                                   |
| 8                                 | Чашкин Євген Валентинович        | 02.11.2010            | середня            | позапартійний                                   | Збройні сили України, службовець                      |
| 9                                 | Апанасенко Олександр Леонідович  | 02.11.2010            | середня            | позапартійний                                   | Збройні сили України, контрактний службовець          |
| 15                                | Потерянко Валерій Анатолійович   | 02.11.2010            | вища               | позапартійний                                   | ТОВ «Центр проектування землеустрою оцінки», директор |